# Ospatulus truncatulus
Ospatulus truncatulus е вид лъчеперка от семейство Шаранови (Cyprinidae). Видът е критично застрашен от изчезване.